# Sulzbach-Laufen
Sulzbach-Laufen es un municipio alemán perteneciente al distrito de Schwäbisch Hall de Baden-Wurtemberg.

## Localización
Se ubica sobre la carretera 19, a medio camino entre Schwäbisch Hall y Aalen.

## Historia
El municipio fue creado entre 1971 y 1973 mediante la fusión de dos localidades colindantes entre sí, llamadas Laufen am Kocher y Sulzbach am Kocher, que actualmente son los dos barrios principales del municipio. En el término municipal se ubican los restos del castillo de Kranzberg, construcción de la Casa de Oettingen del siglo XIII.

## Demografía
A 31 de diciembre de 2017 tiene 2503 habitantes.